# Doverlândia
Doverlândia is een gemeente in de Braziliaanse deelstaat Goiás. De gemeente telt 8.570 inwoners (schatting 2009).

## Aangrenzende gemeenten
De gemeente grenst aan Baliza, Caiapônia, Mineiros en de deelstaat Mato Grosso.